# Isopentylalkohol
Isopentylalkohol, též isoamylalkohol, systematický název 3-methylbutan-1-ol je bezbarvá kapalina, primární alkohol, jeden z izomerů pentanolu. Je to hlavní surovina při výrobě isoamylacetátu, esteru vyskytujícího se v přírodě a také vyráběného jako aroma.